# История почты и почтовых марок Мальты
История почты и почтовых марок Мальты описывает развитие почтовой связи в Республике Мальта, государстве в Южной Европе на Мальтийском архипелаге со столицей в Валлетте, и условно подразделяется на периоды британского управления (1800—1922), самоуправления (1922—1964) и независимости (с 1964). Собственные почтовые марки находятся на Мальте в обращении с 1860 года. Мальта — член Всемирного почтового союза (ВПС; с 1965), и в настоящее время её почтовым оператором выступает компания «МальтаПост» (MaltaPost p.l.c.).

## Развитие почты

### Ранняя история
Почтовая связь возникла на Мальте в начале XVIII века с организацией доставки писем Мальтийских рыцарей в Рим и другие части Европы. Наполеон заложил зачатки почты, основанной на использовании мастичного штампа с пометкой фр. «Malte» («Мальта»).

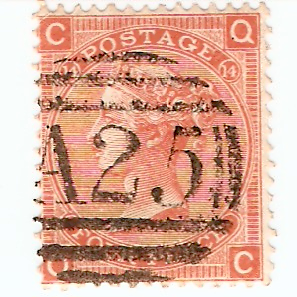
Гашение номерным штемпелем «A25» на марке Великобритании 1865 года

### Британское управление
В последующем история почты на Мальте связана с периодом колониального подчинения Великобритании в 1800—1922 годах. Несмотря на ранние усилия по налаживанию почтовой связи на Мальте, фактически почта здесь была учреждена лишь в 1854 году. К тому времени остров стал британской колонией, и англичане открыли на Мальте почтовое отделение за границей. В обращении были почтовые марки Великобритании, редко — Туниса, Италии и даже Индии, которые гасились почтовым номерным штемпелем — с буквенно-цифровым обозначением «A25». Известны семь типов этого штемпеля. Таким образом, любая английская почтовая марка с гашением «A25» прошла почту на Мальте или Гозо.
В 1847 году в Валлетте открылся почтамт, который размещался в здании Кастильского подворья XVI века и оставался там до 1990 года, когда в Корми, западнее Валлетты, специально для MaltaPost был построен новый головной офис.
Дальнейшее развитие почтовой отрасли на Мальте проходило в периоды самоуправления (1922—1964) и независимости (с 1964 года).

## Выпуски почтовых марок

### Колониальный период

#### Первые марки
В 1860 году Мальта выпустила свою первую почтовую марку, ещё когда страна оставалась колонией Великобритании. Эта марка жёлтого цвета номиналом в полпенни[≡] выпускалась с разной зубцовкой и разных оттенков цвета до 1885 года, когда вышла первая отдельная серия Мальты. Этой почтовой маркой оплачивалась только пересылка корреспонденции в пределах острова, причём это был стандартный почтовый тариф для пересылки островной почты весом менее одной унции до 1943 года. Для отправки почты за пределы острова нужно было наклеивать английские марки вплоть до 1885 года.

#### Последующие эмиссии
1 января 1885 года увидел свет выпуск стандартных марок номиналами до 1 шиллинга. На цвете марок сказался факт вступления Мальты во Всемирный почтовый союз, при этом марка номиналом в полпенни была такой же, что и марка 1860 года, если не учитывать зелёный цвет марки. Рисунок марок представлял собой обычное для почтовых марок большинства британских колоний изображение королевы Виктории, но в качестве геральдического символа был использован мальтийский крест. С этого момента британские марки прекратили хождение на острове, кроме как для оплаты почтовых сборов в британских военных зонах и в военной почте, где почтовые марки Великобритании использовались до 1979 года.
Марка номиналом в 5 шиллингов дополнила серию в 1886 году и оставалась в обращении до 1911 года. В 1899 году были выпущены почтовые марки ещё четырёх номиналов, среди которых были номиналы в 2 шиллинга 6 пенсов и 10 шиллингов. Эти две последние марки оставались и в 1920-е годы, причём репринт 1919 года марки номиналом в 10 шиллингов является в наши дни самой редкой почтовой маркой Мальты и стоит не менее 3 тысяч евро за негашёный экземпляр в отличном состоянии.
В 1902 году тариф за пересылку писем внутри Британской империи за пределы Англии был снижен до 1 пенни, в связи с чем на марках номиналом в 2½ пенса была сделана надпечатка слов англ. «One Penny» («Один пенни»). На каждом листе таких марок одна марка была с ошибкой (вместо «One Penny» напечатано «One Pnney»), а поскольку в листе было по 120 марок, стоимость этих марок повышена. В 1903 году были эмитированы новые стандартные марки низких номиналов до 1 шиллинга с изображением британского монарха Эдуарда VII. При этом опять, если не считать мальтийского креста, рисунок этих почтовых выпусков имел мало отношения к Мальте.
В 1904 и в 1905 году изменился водяной знак, марки номиналов в 4½ и 5 пенсов претерпели изменение цвета в 1905 и в 1911 году, а марки номиналами в пенни и полпенни также из двухцветных стали одноцветными. В 1911 году одноцветными стали марки всех остальных номиналов, изменился цвет и у марок номиналом в 4 пенса и 1 шиллинг. Была выпущена 5-шиллинговая марка, которая была внешне похожа на марки низких номиналов, но была двухцветной.
В 1914 году начался выпуск почтовых марок короля Георга V, но они были аналогичны более ранним выпускам. Полностью они были выпущены лишь в 1920 году из-за перерыва на время Первой мировой войны. Марка номиналом в 3 пенса появилась только в 1920 году. В 1921 году марку 1901 года номиналом в один фартинг сменила марка Георга V номиналом в 2 пенса с надпечаткой нового номинала. В 1919 и в 1920 году на острове произошли массовые волнения с требованиями предоставления независимости, которые привели к введению на Мальте самоуправления в 1922 году.

### Самоуправление

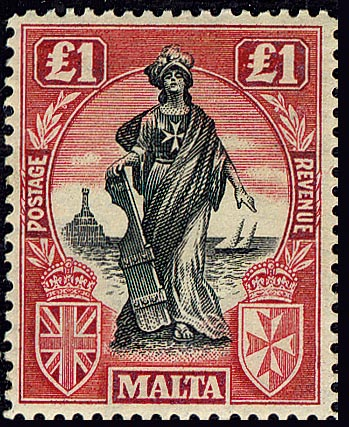
Почтовая марка Мальты номиналом в 1 фунт (1922)

В 1922 году на стандартных марках Георга V была сделана надпечатка текста «Self Government» («Самоуправление»), но надпечатка уродовала рисунок марок, и это не могло долго продолжаться. В апреле этого же года появилась новая серия почтовых марок по рисункам мальтийских художников с аллегорическим изображением «Мелита» на марках с номиналами в фунтах и пенсах и с изображением Мелиты, опирающейся на Британию на марках с номиналами в шиллингах. Однако в 1926 году было принято решение о выпуске отдельных фискальных марок — в виде почтово-гербовых марок, и эта серия была обезображена словом «Postage» («Почтовый сбор») на всех марках номиналом до 10 шиллингов. Ещё больше усложняя дело, позднее в том же 1926 году была выпущена новая стандартная серия, на этот раз это была очень красивая серия с изображением Георга V и щита на марках номиналом до 6 пенсов и с изображением серии гравированных видов на марках более высоких номиналов до 10 шиллингов. Однако и эта серия была в 1928 году обезображена надпечаткой слов «Postage & Revenue» («Почтовый и гербовый сбор»), когда было решено, что фискальные марки больше не нужны. В 1930 году эта красочная серия была перевыпущена с включением слов «Postage & Revenue» в рисунок марок. В период с 1920 по 1930 год в почтовом обращении на Мальте всего побывало 7 серий стандартных марок.
В 1935 году вышла омнибусная серия по случаю 25-летия правления короля, а в 1937 году — коронационная серия из трёх марок. В 1938 году появилась новая серия красочных стандартных марок с изображением Георга VI в картуше с пышным видом вокруг него. Марка номиналом в фартингах была перевыпущена аналогично версии 1901 года, за исключением того, что в рисунке был представлен более современный вид гавани. Серия дошла до марок номиналом в 10 шиллингов, при этом на многих марках высоких номиналов были повторены виды из выпуска 1926 года, только с более крупным и более ярким рисунком.
В 1943 году, во время Второй мировой войны, почтовые тарифы были увеличены, в связи с чем 6 марок низких номиналов из выпуска 1938 года были перевыпущены в новых цветах для отражения изменения тарифа за пересылку. Вплоть до обретения независимости Мальта выпускала обычные омнибусные выпуски, среди которых — посвящённые наступлению мира, королевскому бракосочетанию (номиналом в один фунт) и ВПС. В конце 1948 года красочная серия 1938 года была перевыпущена с надпечаткой «Self Government» («Самоуправление»), которое Мальта утратила в 1936 году, когда внутренние распри привели к восстановлению контроля Великобритании. Дополнительный перевыпуск этих почтовых марок имел место в 1953 году при повышении стандартного почтового сбора до 1½ пенсов. Шесть марок низких номиналов снова были перевыпущены в новом цвете, по-прежнему с надпечаткой. В 1948 году Елизавета II переехала на Мальту и поселилась вместе с герцогом Эдинбургским Филиппом на военно-морской базе. В честь её пребывания в 1950 году была эмитирована серия марок. В 1950-е годы также выходили серии, посвящённые католическим памятным датам, королевскому визиту и коронации.
В 1957 году появилась первая серия с Крестом Георга по рисунку Эмвина Кремоны, самым известным мальтийским художником марок. Он прибёг к абстрактному стилю посткубизма, который преобладал на большинстве почтовых марок Мальты 1960-х и 1970-х годов, включая два стандартных выпуска.
Стандартные марки Елизаветы II выходили поэтапно в период с января 1956 года по 1959 года. На марках номиналом до одного фунта были красиво выгравированные рисунки. Эта серия была в обращении до 1965 года и считается самыми лучшими стандартными марками, выпущенными для Мальты. Марки этой серии высоких номиналов в наши дни встречаются редко.

### Независимость
Мальта стала полностью независимой в рамках Содружества наций 21 сентября 1964 года. По этому поводу вышла серия из 6 памятных марок, но две более ранние серии («Больницы» и «Бруцеллёз») 1964 года также относятся к этому периоду, поскольку все выпуски до 1963 года считаются, в основном, основанными на рисунках лондонской организации «Агентство короны», тогда как более поздние марки являются исключительно мальтийскими. Кремона разрабатывал рисунки практических всех серий вплоть до 1971 года, причём эти серии очень дешёвые, но пользуются большим спросом у коллекционеров. В 1964 году начался выпуск Рождественских марок, на которых, в основном, изображались сюжеты Рождества. В 1971 году Мальта присоединилась к выпускам «Европа», каждый год выпуская по одной серии. На стандартных марках 1965 года была представлена история Мальты до 1964 года, и их считают одним из лучших выпусков.
В 1968 году в результате выборов к власти на Мальте пришло лейбористское правительство во главе с Домом Минтоффом (Dom Mintoff), остававшееся у власти до 1987 года. Оно было антибританским и ориентировалось на Ливию и социализм. Британское влияние постепенно уменьшалось. В конце 1968 года все выпускавшиеся почтовые марки были уже на мальтийском языке, а не на английском, и такое положение сохраняется по сегодняшний день.
В 1971 году на Мальте был эмитирован первый почтовый блок. С 1972 года почтовое ведомство страны начало выпускать ряд почтовых марок в малых листах.
В 1972 году Мальта наконец отказалась от фунтов стерлингов и перешла на десятичную систему: 10 милей = 1 центу, 100 центов = 1 мальтийскому фунту (лире). Новый стандартный выпуск оказался менее успешным по сравнению с серией 1965 года. К середине 1970-х годов рисунки марок работы Кремоны (теперь Мальтийского рыцаря) выглядели устаревшими и приелись. В 1974 году выпуски марок носили довольно левый характер.
31 декабря 1974 года Мальта стала независимой республикой с учреждением должности Президента и отменой роли британской королевы и Вестминстера. С 1974 года Мальта остаётся республикой, в которой главой государства является президент-мальтиец. В 1979 году истёк срок пребывания британского военно-морского флота на Мальте, и он был вынужден уйти в соответствии с соглашением Нейлсена (Neilsen accord). Мальта провозгласила себя островом мира, главным её союзником является Ливия. Ежегодно выпускалось примерно пять выпусков почтовых марок.

### Современность

Почтовый блок Мальты с изображением мальтийской монеты евро (2008)

В конце 1980-х годов наблюдался возврат к форме, и было выпущено несколько более инновационных серий. К 1987 году лейбористское правительство Минтоффа ушло в отставку. Его сменило более проанглийское правительство, и последовал отказ от ориентации на социализм и Ливию, особенно в свете катастрофы над Локерби 21 декабря 1988 года. Среди удачных выпусков этого времени можно отметить серии с изображениями мальтийских кораблей и мальтийской униформы — первые, на которых снова появились надписи на английском языке, поскольку почтовики осознали, что англоязычные коллекционеры будут охотнее их покупать. В результате после 1988 года на почтовых миниатюрах Мальты снова появились отдельные надписи на английском, и теперь примерно половина марок издаётся с надписями на мальтийском, а половина — на мальтийском и английском языках.
В 1990-е и в 2000-е годы наблюдался рост числа ежегодно выпускаемых серий и расширение использования фотографии и высокочественных произведений искусства, что значительно повысило привлекательность мальтийских почтовых марок для коллекционеров. Тематика почти всех марок была местной, поэтому за Мальтой сохранилась репутации страны, консервативно выпускающей привлекательные для коллекционирования марки. Почтовые тарифы на острове также оставались очень дешёвыми, при этом английский язык стал основным как на почтовых марках, так и в речи населения острова.
В 2004 году Мальта вступила в Евросоюз, а в 2008 году перешла на новую денежную единицу — евро, что было отмечено выпуском соответствующих памятных марок и почтового блока. По частям стала выходить новая стандартная серия «Круизные суда». Нарекания вызывает только то, что после 2003 года выходило много серий с марками необоснованно высоких номиналов в 2 и более евро в их составе, тогда как стандартный почтовый сбор составляет 0,19 евро. Самыми высокими номиналами стали номинал в 5 евро в составе стандартного выпуска 2009 года и 4,66 евро в составе серии «Святой Павел» 2008 года. В 2009 году появились 2 выпуска с марками номиналом в 3 евро. В выпуске марок таких завышенных номиналов мало практической пользы, если не считать тематическое коллекционирование. Деятельностью MaltaPost управляет компания «Трансуорлд Энтерпрайзес» (Transworld Enterprises), дочерняя структура новозеландской почтовой компании New Zealand Post.
Всего Мальта выпустила около 1600 почтовых марок (по состоянию на 2010 год). При этом она также принимает участие в различных программах совместных выпусков, в том числе «Европа», «Всемирный фонд дикой природы», SEPAC и т. п.

### Тематика
На почтовых марках Мальты нашли своё отражение все важные события, произошедшие в этом государстве после обретения независимости. Так, самая первая коммеморативная серия, выпущенная этой республикой, посвящена дню независимости острова от Великобритании.
Затем выходили марки, посвящённые вступлению Мальты в Европейский Союз, введению монет в десятичной системе и даже переходу на евро.

### Надпечатки
Первая надпечатка на почтовой марке Мальты была сделана 4 июля 1902 года. Надпечатан новый номинал в один пенни (One penny) из-за дефицита низкономинальных марок.
Последняя надпечатка сделана 24 марта 1977 года на трёх марках 1965 годов выпуска. Надпечатаны новые номиналы в 1,7 центов (cents) в связи с децимализацией в 1972 году мальтийского фунта.
За весь период было произведено 80 каталогизированных, из них 38 — при изменении государственного строя (введение самоуправления), 36 — при изменении типа марки, 6 — при изменении номинала почтовой марки.

## Другие виды почтовых марок

### Газетные
В 1901 году была выпущена газетная марка номиналом в один фартинг с видом Великой гавани.

### Военно-налоговые
В 1917—1918 годах эмитировались Военно-налоговые марки. Трёхпенсовая военно-налоговая марка 1919 года представляла собой надпечатку на марке Эдуарда 1903 года.

### Авиапочтовые
В 1928 году на стандартной марке 1926 года номиналом в 6 пенсов была сделана надпечатка «Airmail» («Авиапочта»), в дополнение к тарифу за перевозку корреспонденции морем. Эта миниатюра стала первой авиапочтовой маркой Мальты.

### Доплатные
Первые доплатные марки Мальты вышли в 1925 году.

### Разрешительные марки для полевой почты
В 1940 году на Мальте были выпущены разрешительные марки для полевой почты.

## Цельные вещи

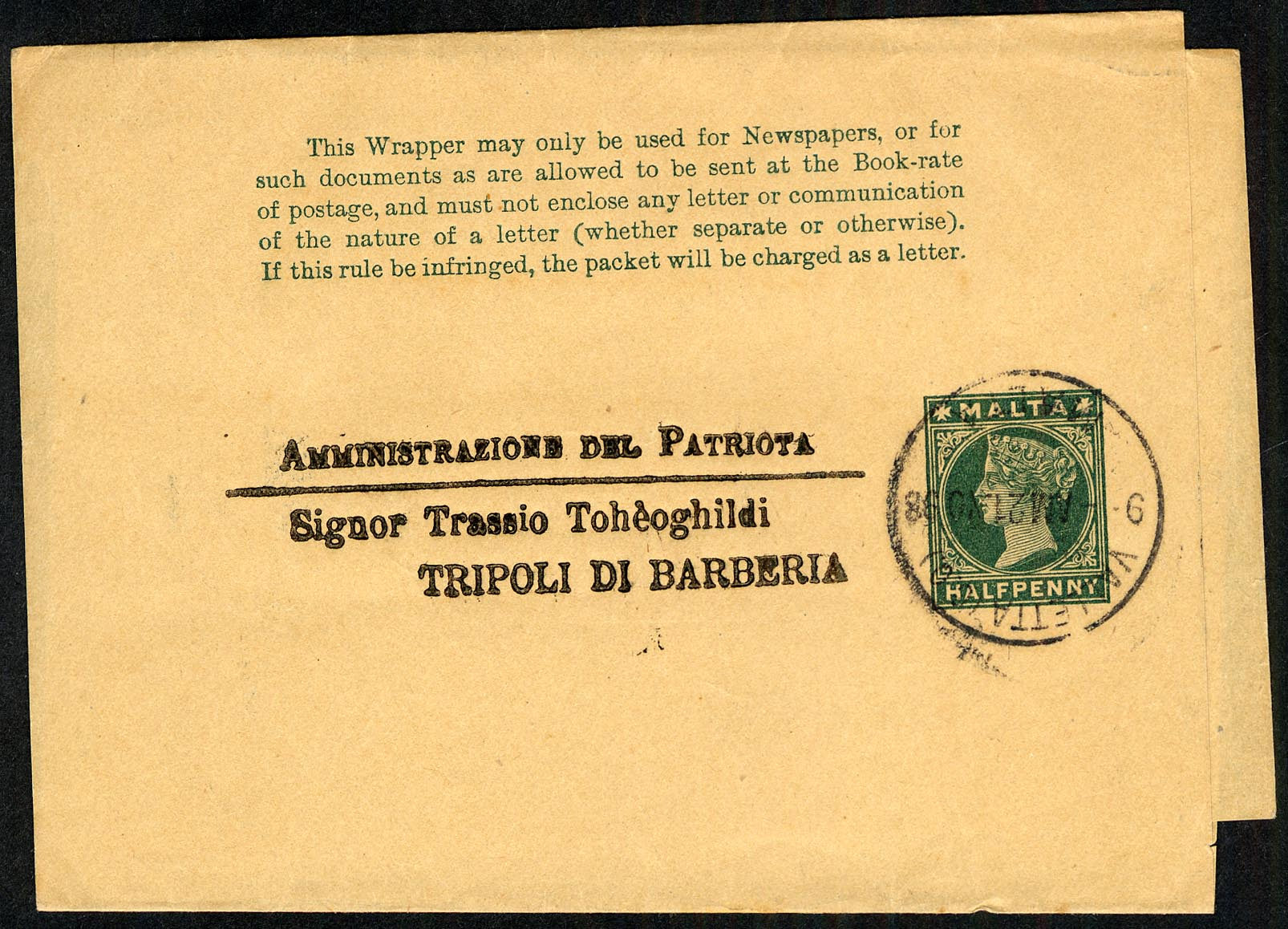
Цельная вещь: газетная бандероль Мальты с впечатанной маркой номиналом в ½ пенни с изображением королевы Виктории, отправленная из Валлетты в Триполи 21 ноября 1898 года

Первые цельные вещи были выпущены на Мальте в 1885 году. Ими стали маркированные почтовые карточки, бандероли и конверты заказных писем. Маркированные почтовые конверты впервые были эмитированы в 1900 году. Единственным другим видом цельных вещей, выпущенных Мальтой, стали аэрограммы, впервые поступившие в продажу в 1969 году.
Четыре разных маркированных почтовых конверта, выпущенных в 1900 году, так и остались единственными, напечатанными для этого острова.
Всего вышло три разных маркированных бандероли, все номиналом в ½ пенни. Одна, с изображением головы королевы Виктории, поступила в продажу в 1885 году, одна, с изображением головы короля Эдуарда VII, — в 1902 году и ещё одна, с изображением головы короля Георга V, — в 1913 году.
Всего по 1985 году установлено 55 выпущенных разных маркированных конвертов для заказных писем.
По 1990 год были изданы 32 почтовые карточки, причём сюда отнесены карточки с оплаченным ответом и коммеморативные почтовые карточки.
До 1985 год было выпущено пять разных аэрограмм.

## Каталогизация
Почтовые выпуски Мальты были включены уже в самые ранние каталоги почтовых марок, например, в английский каталог Фредерика Бути 1862 года[≡]. Они также представлены во всех ведущих каталогах мира, как, например, «Михель», «Скотт» и «Ивер и Телье». В современных английских каталогах «Стэнли Гиббонс» Мальта помещена в «красных» томах для марок Великобритании и Содружества наций[≡].
- Страница с первой маркой Мальты, для которой ошибочно указан 1861 год выпуска, в первом английском каталоге Фредерика Бути (1862)[^]
- Каталог «Стэнли Гиббонс» (красный, 2001) для Великобритании и Содружества, на обложке которого внизу можно увидеть марку Мальты 1943 года, номиналом в 1 пенни, с изображениями короля Георга VI и дворца Вердала (Mi #192; Yt #194; SG #219a)[^]

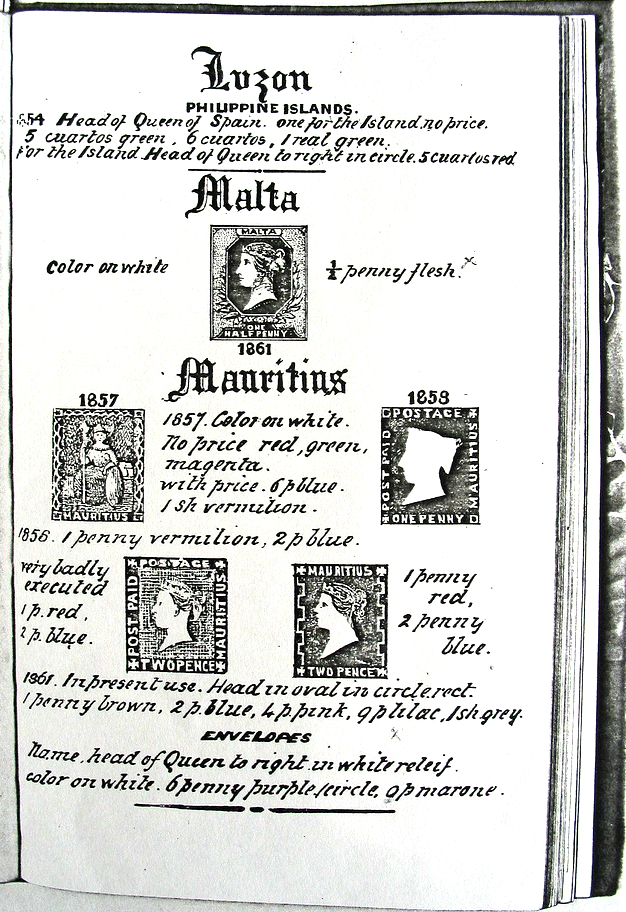

Дополнительно мальтийские эмиссии описаны в объединённом («жёлтом») томе каталога «Стэнли Гиббонс» для марок Кипра, Гибралтара и Мальты.
Для филателистических материалов Мальты выходят также национальные каталоги, такие как «Каталог почтовых марок Мальты» («Malta Stamp Catalogue») фирмы Jannock Stamps и «Специализированный каталог Мальты Джона А. Трори» («The John A. Trory Specialised Catalogue of Malta»). Известность также имеет издание Джозефа Буттиджича (Joseph Buttigieg) «Каталог марок и почтовой истории Мальты» («The JB Catalogue of Malta Stamps and Postal History»), сокращённо обозначаемый как «JB». В 2014 году увидело свет 22-е издание этого каталога.